# کوبارید
کوبارید (به ایتالیایی: Caporetto)  در اسلوونی با جمعیت ۱٬۱۲۱ نفر است که در slovenian littoral واقع شده‌است.

## نگارخانه

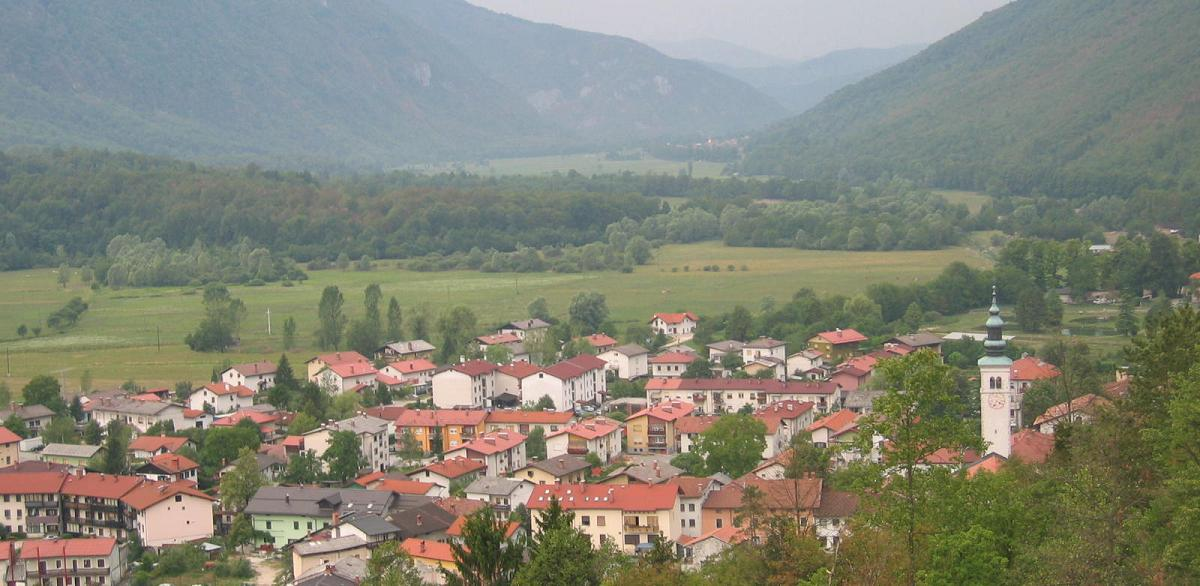
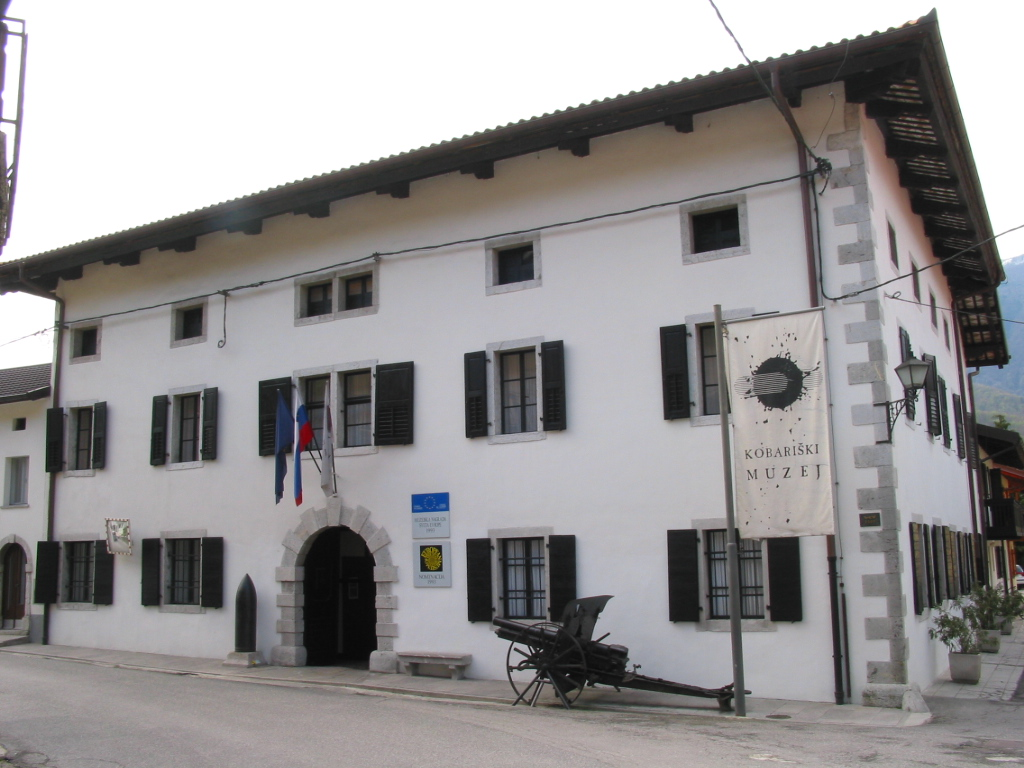
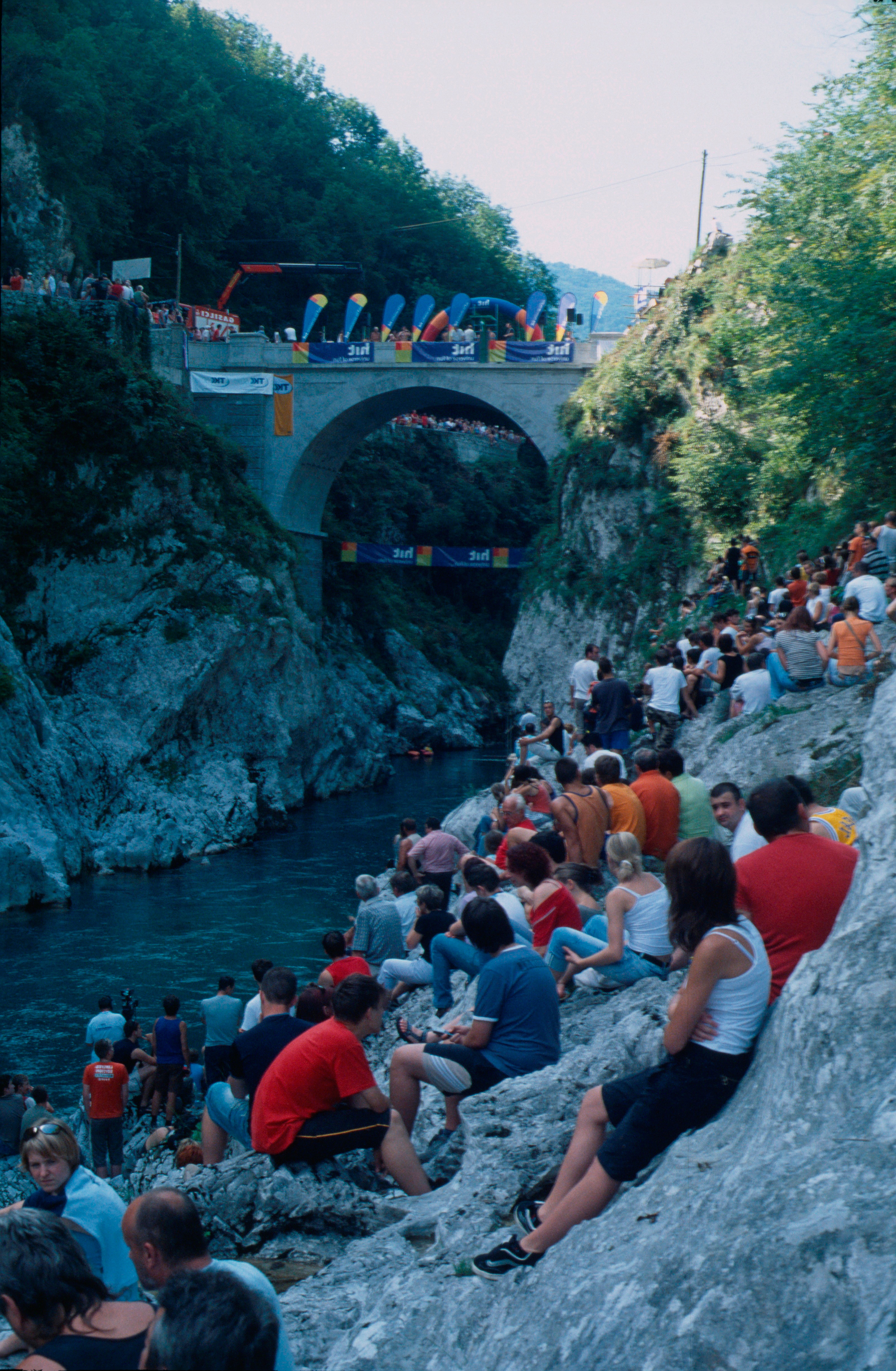